# Dysmachus bidentatus
Dysmachus bidentatus là một loài ruồi trong họ Asilidae. Dysmachus bidentatus được Becker miêu tả năm 1923. Loài này phân bố ở vùng Cổ Bắc giới.